# Hongzhi
Hongzhi (ur. 1470, zm. 1505) – dziewiąty cesarz Chin z dynastii Ming.
Był synem cesarza Chenghua. Na tron wstąpił po śmierci ojca w 1487. Po śmierci Hongzhiego następcą został jego syn Zhengde.